# 新潟県道56号小千谷大沢線
新潟県道56号小千谷大沢線（にいがたけんどう56ごう おぢやおおさわせん）は、新潟県小千谷市から柏崎市に至る県道（主要地方道）である。

## 概要

### 路線データ
- 実延長：21,084.5m[1]
- 起点：新潟県小千谷市大字四ツ子字沢口（新潟県道49号小千谷十日町津南線交点）
- 終点：新潟県柏崎市大字大沢字居村（国道252号交点）

## 歴史
- 1993年（平成5年）5月11日 - 建設省から、県道小千谷大沢線が小千谷大沢線として主要地方道に指定される[2]。

## 路線状況

### 重複区間
- 新潟県道341号大沢小国小千谷線（小千谷市大字東吉谷 - 小千谷市大字西吉谷字二俣）
- 新潟県道445号法末真人線（小千谷市真人町 地内）
- 国道403号（十日町市小白倉卯 地内）

## 地理

### 通過する自治体
- 小千谷市
- 十日町市
- 長岡市
- 柏崎市

### 交差する道路

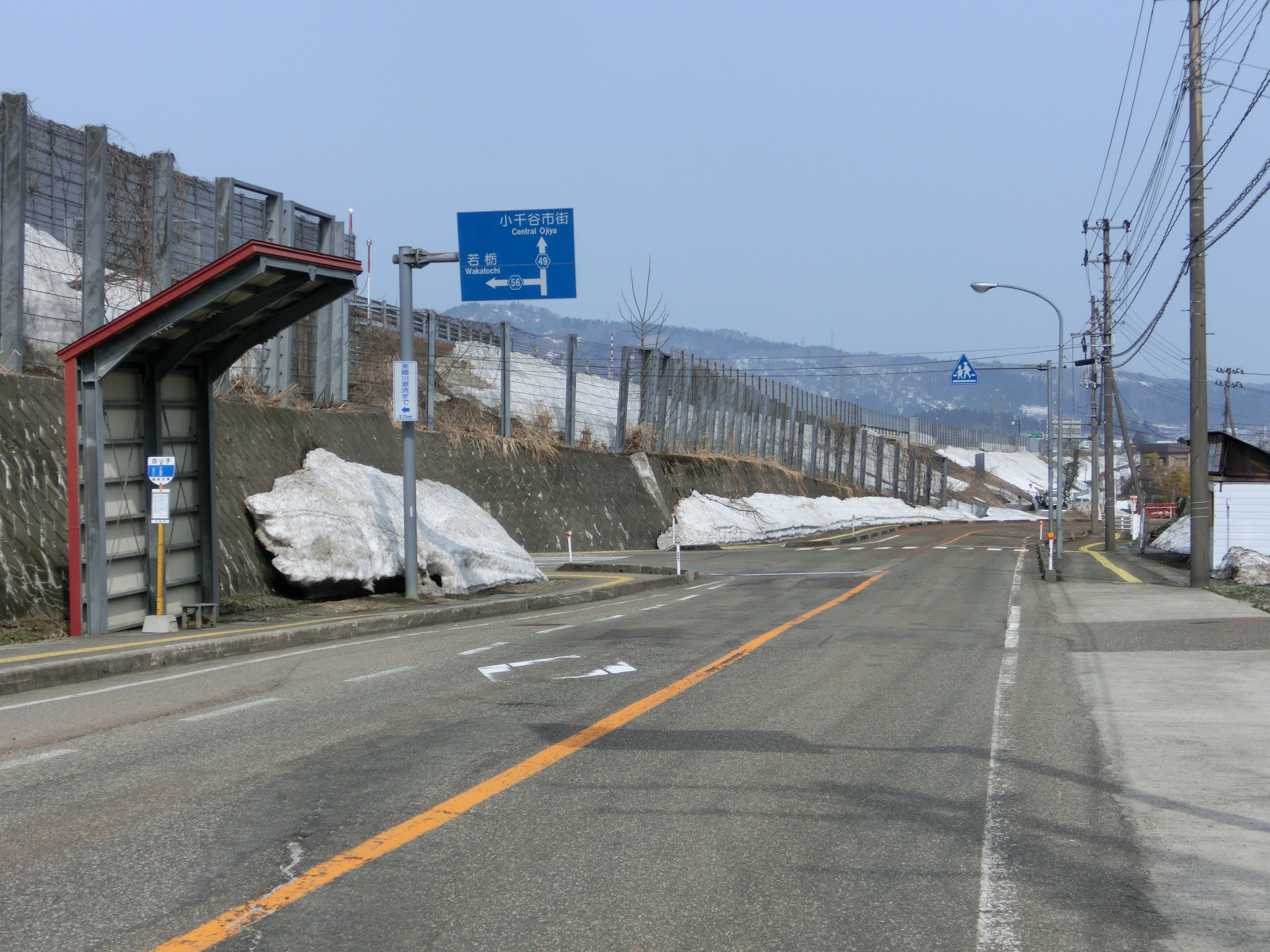
起点（小千谷市四ツ子）

- 新潟県道49号小千谷十日町津南線（起点：小千谷市大字四ツ子字沢口）
- 新潟県道341号大沢小国小千谷線（小千谷市大字東吉谷 - 小千谷市大字西吉谷字二俣で重複）
- 新潟県道445号法末真人線（小千谷市真人町地内で重複）
- 新潟県道475号水尻家ノ前線（小千谷市真人町字水尻己）
- 新潟県道326号小白倉木落線（十日町市小白倉卯）
- 国道403号（十日町市小白倉卯地内で重複）
- 新潟県道341号大沢小国小千谷線（柏崎市大字大沢字イラ平）
- 国道252号（終点：柏崎市大字大沢字居村）

### 沿線の施設など
- 小千谷市立吉谷小学校
- 越後大沢簡易郵便局